# Palpostoma apicale
Palpostoma apicale là một loài ruồi trong họ Tachinidae.